# Knattspyrnufélagið Víkingur 2021
Questa voce raccoglie le informazioni riguardanti il Knattspyrnufélagið Víkingur nelle competizioni ufficiali della stagione 2021.

## Stagione
- In Úrvalsdeild il Víkingur vince il suo sesto titolo di campione di Islanda,  dopo trent'anni dall'ultimo trionfo.[1]
- In Coppa di Islanda battendo in finale i rivali dell'ÍA Akraness per 3-0, la squadra di Gunnlaugsson vince la sua terza coppa nazionale.
- In Coppa di Lega la squadra viene eliminata ai quarti di finale, ma il torneo viene interrotto a causa delle misure restrittive dovute alla pandemia di COVID-19.[2]

## Maglie e sponsor
| Casa | Trasferta |

## Rosa
| N. |                                    | Ruolo | Calciatore                  |
| -- | ---------------------------------- | ----- | --------------------------- |
| 1  | Islanda (bandiera)                 | P     | Ingvar Jónsson              |
| 32 | Spagna (bandiera)                  | P     | Fran Marmolejo              |
| 12 | Islanda (bandiera)                 | P     | Emil Andri Auðunsson        |
| 2  | Islanda (bandiera)                 | D     | Sindri Scheving             |
| 3  | Islanda (bandiera)                 | A     | Logi Tómasson               |
| 4  | Islanda (bandiera)                 | C     | Gunnlaugur Hlynur Birgisson |
| 5  | Guinea (bandiera)                  | C     | Didé Fofana                 |
| 6  | Islanda (bandiera)                 | D     | Halldór Smári Sigurðsson    |
| 7  | Isole Vergini Americane (bandiera) | C     | James Charles Mack          |
| 8  | Islanda (bandiera)                 | D     | Sölvi Ottesen               |
| 9  | Islanda (bandiera)                 | A     | Erlingur Agnarsson          |
| 10 | El Salvador (bandiera)             | A     | Pablo Punyed                |
| 11 | Islanda (bandiera)                 | C     | Dofri Snorrason             |
| 13 | Islanda (bandiera)                 | A     | Viktor Örlygur Andrason     |

| N. |                         | Ruolo | Calciatore                    |
| -- | ----------------------- | ----- | ----------------------------- |
| 14 | Islanda (bandiera)      | C     | Bjarni Páll Runólfsson        |
| 17 | Islanda (bandiera)      | D     | Gunnlaugur Fannar Guðmundsson |
| 18 | Islanda (bandiera)      | A     | Örvar Eggertsson              |
| 19 | Islanda (bandiera)      | A     | Þórir Rafn Þórisson           |
| 20 | Islanda (bandiera)      | C     | Júlíus Magnússon              |
| 21 | Islanda (bandiera)      | C     | Kári Árnason                  |
| 23 | Danimarca (bandiera)    | A     | Nikolaj Hansen                |
| 24 | Islanda (bandiera)      | D     | Davíð Örn Atlason             |
| 26 | Islanda (bandiera)      | A     | Kolbeinn Theodorsson          |
| 27 | Islanda (bandiera)      | D     | Kári Árnason                  |
| 29 | Islanda (bandiera)      | D     | Halldór Jón S. Þórðarson      |
| 30 | Islanda (bandiera)      | C     | Isaac Owusu Afriyie           |
| 77 | Sierra Leone (bandiera) | C     | Kwame Quee                    |